# 651
651 foi um ano comum do século VII que teve início e terminou num sábado, segundo o Calendário Juliano. A sua letra dominical foi B. Segundo o horóscopo chinês, foi o ano do Porco.
| Ano completo                   |
| ------------------------------ |
| Ano comum com início ao sábado |

## Mortes
- Isdigerdes III - último governante da dinastia sassânida